# 에메랄드잔디

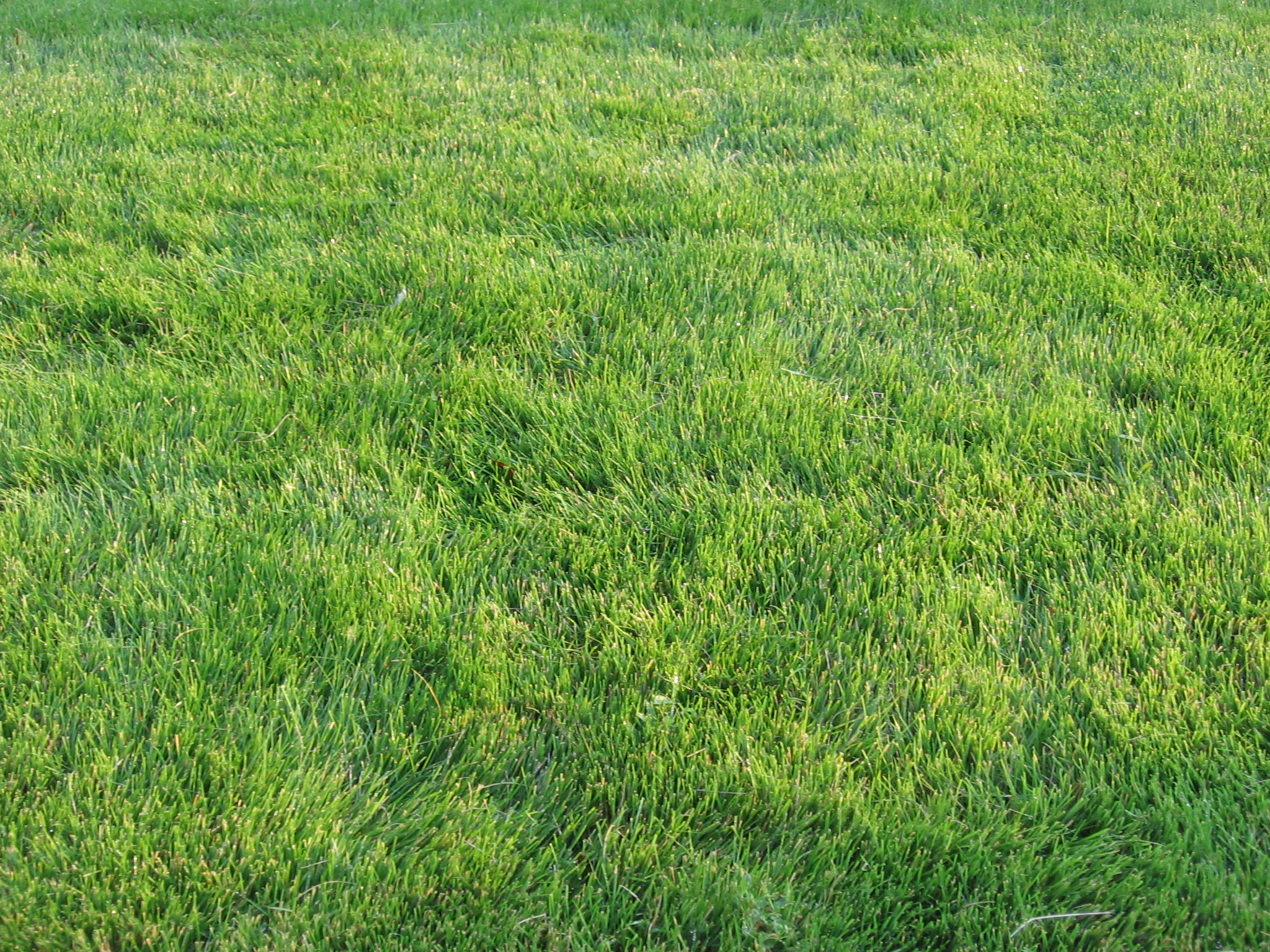

에메랄드잔디는 들잔디와 금잔디를 교잡해서 만든 제1대 잡종 품종이다. 금잔디와 같은 성상이나 내한성이 강하여 경기 지역에서 월동이 가능하다. 매우 무성한 잔디를 형성하는 잎이 얇은 잎을 가진 조이시아(Zoysia) 잔디의 품종이다.
이 풀은 가늘고 부드러우며 6–12인치(15–30cm) 높이까지만 자라기 때문에 베지 않은 상태로 둘 수 있다. 베지 않은 상태로 두면 때때로 동양의 풍경화에 사용되는 울퉁불퉁하고 뒤틀린 표면을 형성한다.